# Bahnhof Dakar
Der Bahnhof Dakar – Gare de Dakar – in Dakar, der Hauptstadt Senegals, ist als Kopfbahnhof Ausgangspunkt und Endstation des seinerzeit in Französisch-Westafrika geschaffenen Eisenbahnnetzes Dakar–Niger und noch immer von zentraler Bedeutung. Er befindet sich im zentralen Stadtbezirk Dakar Plateau.

## Geschichte

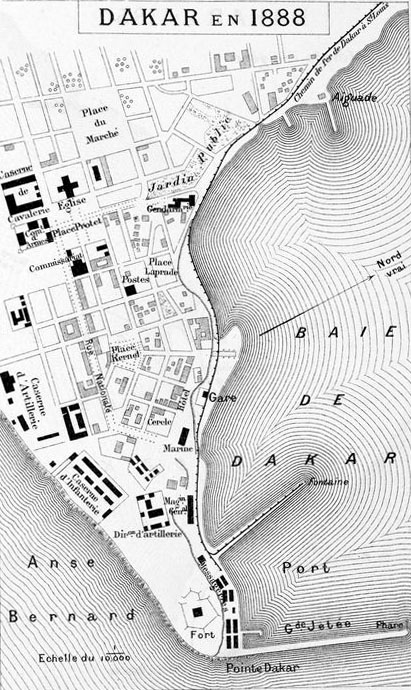
Keimzelle von Stadt und Hafen Dakar

Um für Französisch-Westafrika endlich einen leistungsfähigen Tiefwasserhafen zu schaffen, nahmen die französischen Truppen 1857 von der Insel Gorée aus die Cap-Vert-Halbinsel in Besitz und errichteten auf der der Insel am nächsten gelegenen Südostspitze des Festlands nach einem ersten Katasterplan von Juni 1858 den Kern einer Hafensiedlung mit schachbrettartigem Straßennetz und Militärstützpunkten verschiedener Truppenteile. Der Hafen wurde 1866 eingeweiht. Aus der nebenstehenden Kartenskizze von 1888, die zum Einnorden um etwa 75 Grad gegen den Uhrzeigersinn gedreht werden muss, ist ersichtlich, dass der damalige Hafen direkt bei Pointe de Dakar lag und zwischen zwei Piers (Jetée) rund 200 Meter Uferlänge beanspruchte. Das entspricht etwa dem Becken zwischen Mole 2 und Mole 3 ganz im Südosten des modernen Hafens. Um die Kapazitäten des Hafens zu nutzen, reichte schon der erste Bauabschnitt der Bahnstrecke Dakar–Niger von Saint-Louis bis hierher und der erste Bahnhof von 1885 lag nordöstlich des damaligen Place Kermel (später bebaut mit der inzwischen denkmalgeschützten Markthalle Marché Kermel). Als der Hafen erweitert wurde, war es für einen guten Gleisanschluss nötig, den Bahnhof um 700 Meter nach Nordwesten zu verlegen. Das neue Empfangsgebäude wurde im Juni 1914 eröffnet. Das stillgelegte Ende der Gleisanlagen wich dem Boulevard de la Libération.

## Verkehr
Der Kopfbahnhof der Bahnstrecke Dakar–Niger von 1914 war für zwei Gleise einer Spurweite von 1000 Millimeter ausgelegt. Fünf Kilometer nördlich des Bahnhofs, in Hann-Bel Air, zweigt ein Gleisanschluss von der Hauptstrecke ab zur Andienung der Kaianlagen jenseits des Hafenbeckens.
Der Bahnhof wurde seit 2018 für den normalspurigen Train express régional de Dakar (TER) umgebaut und auf fünf Gleise erweitert (vier normalspurige Gleise und ein Meterspurgleis). Da das historische Empfangsgebäude dafür nicht ausreichte, wurde das Gleisende verkürzt um Platz für ein neues Bahnhofsgebäude zu schaffen. Nach Abschluss der Umbauarbeiten wurde der Bahnhof am 28. Dezember 2021 in Betrieb genommen. Seitdem verbindet der TER im Schienennahverkehr die Metropolregion Dakar mit dem internationalen Flughafen Dakar-Blaise Diagne, im ersten Bauabschnitt zunächst bis Diamniadio.